# Vallon de l'Urtier
Le vallon de l'Urtier est une vallée latérale du Valeille, dans le haut val de Cogne, dans la région autonome Vallée d'Aoste, dans les Alpes grées italiennes.

## Situation
Le vallon de l'Urtier s'étend du village de Lillaz jusqu'à la cuve de Péradza, à la limite avec le Piémont, près de la fenêtre de Champorcher. Il fait entièrement partie du parc national du Grand-Paradis. Vers la moitié de son extension, se trouve le vallon du Bardoney.

## Parcours de randonnée
Le vallon est parcouru par la Haute Route n° 2. Au centre de la cuve de Péradza se trouve le refuge Sogno de Berdzé au Péradza.

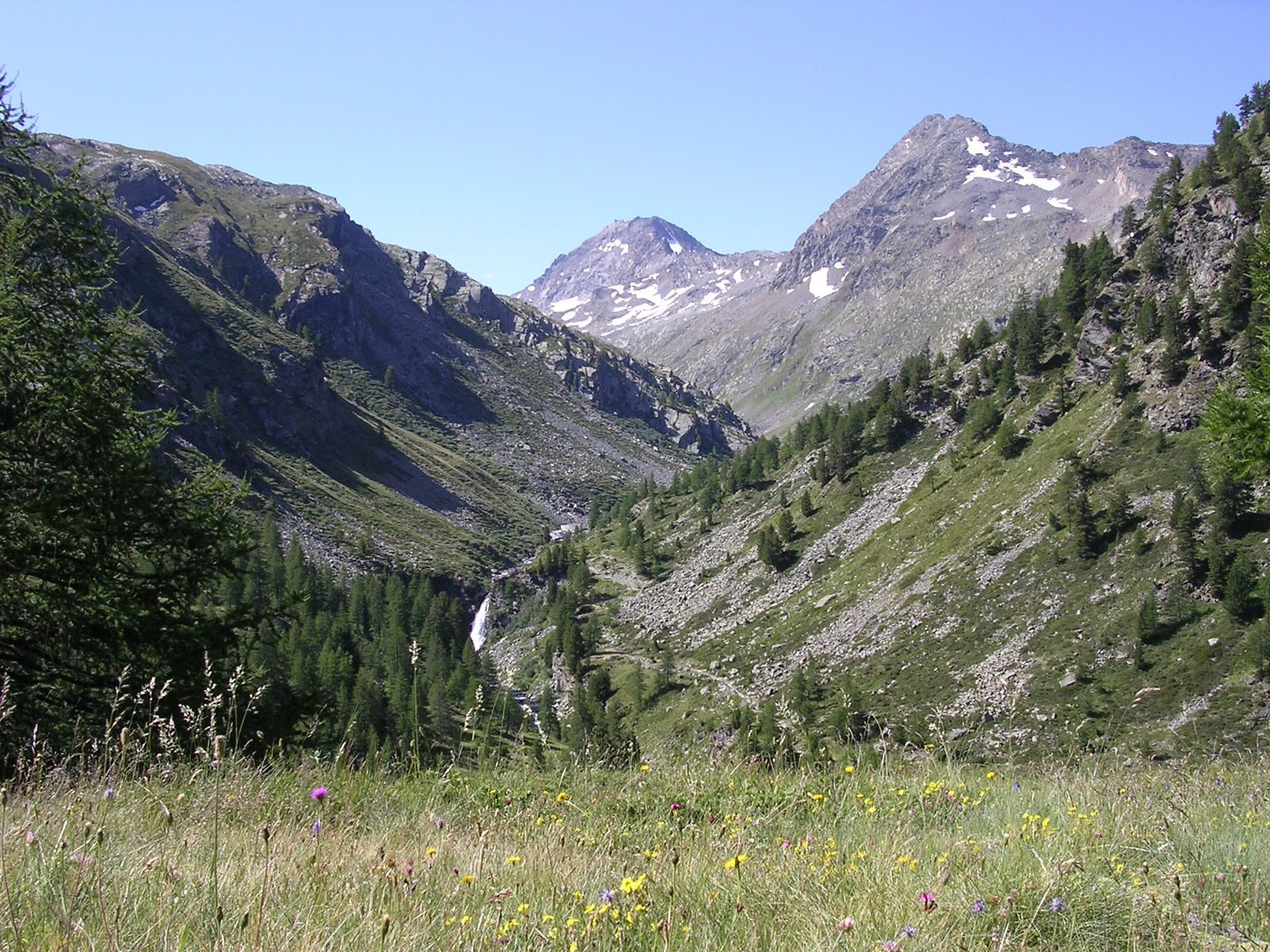
Le vallon du Bardoney et le torrent Nouva.
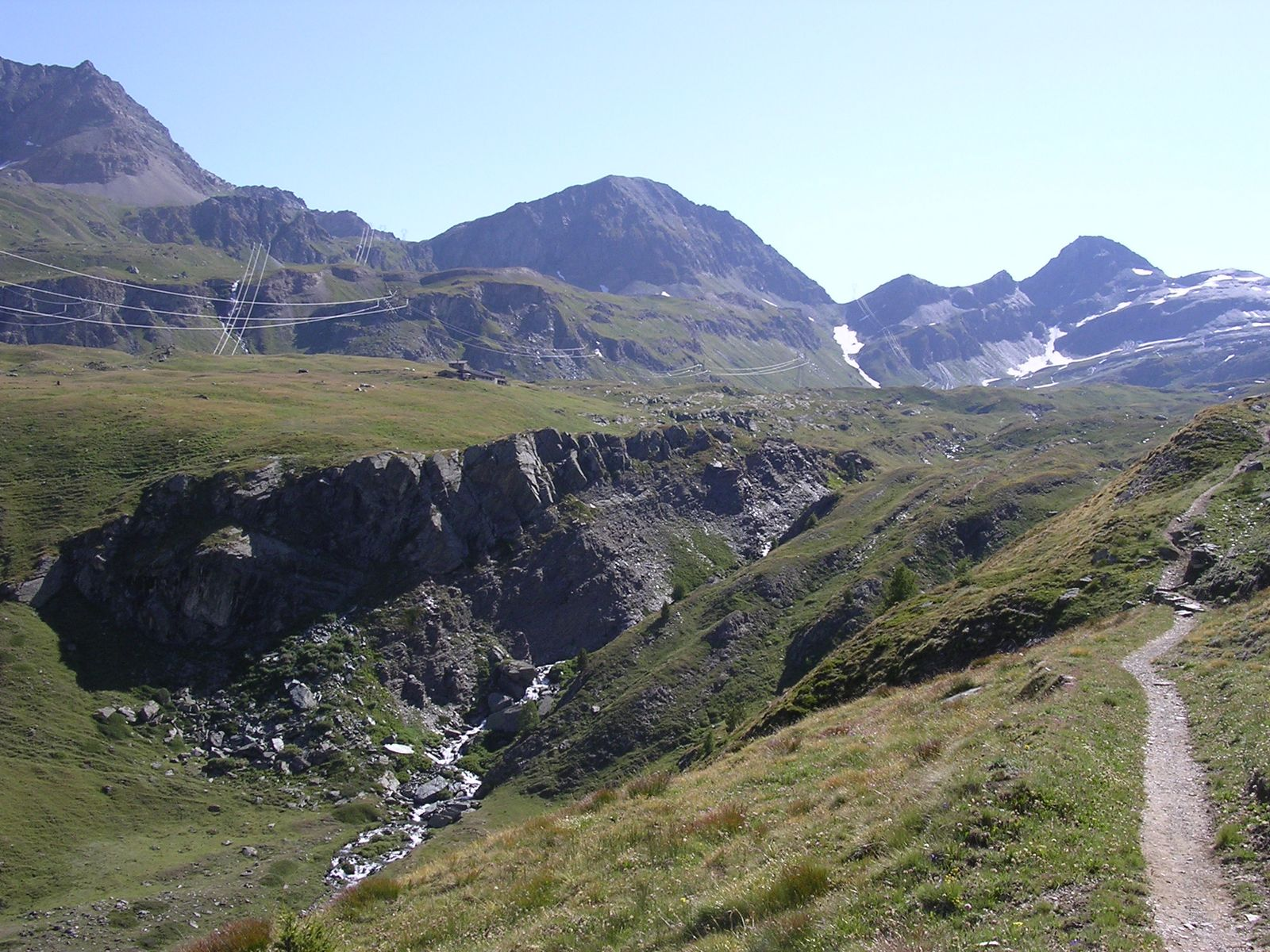
Vers la cuve du Péradza.